# فأر جيبي ضيق الجمجمة
فأر جيبي متضام (الاسم العلمي: Chaetodipus artus) هو نوع من الحيوانات يتبع جنس فأر جيبي خشن من فصيلة الغوفرية.